# Isidre Esteve
Isidre Esteve Pujol, né le 15 mai 1972 à La Seu d'Urgell (Catalogne), est un pilote de moto catalan. Il a d'abord figuré dans des compétitions d'enduro où il a été champion d'Espagne en 1992 et 1999. Puis il a participé à des courses de rallye-raid, en particulier dans le Rallye Dakar.

## Biographie
Il participe au Rallye Dakar de 1998 à 2006 dans la catégorie Moto, dont il termine deux fois à la quatrième place. En 2007, il est victime d'une grave chute lors du Rallye d'Almeria. Touché aux vertèbres, il devient paraplégique. Cependant dès 2009, il revient sur le Rallye Dakar dans la catégorie Auto grâce à une voiture adaptée à la conduite.

## Rallye Dakar

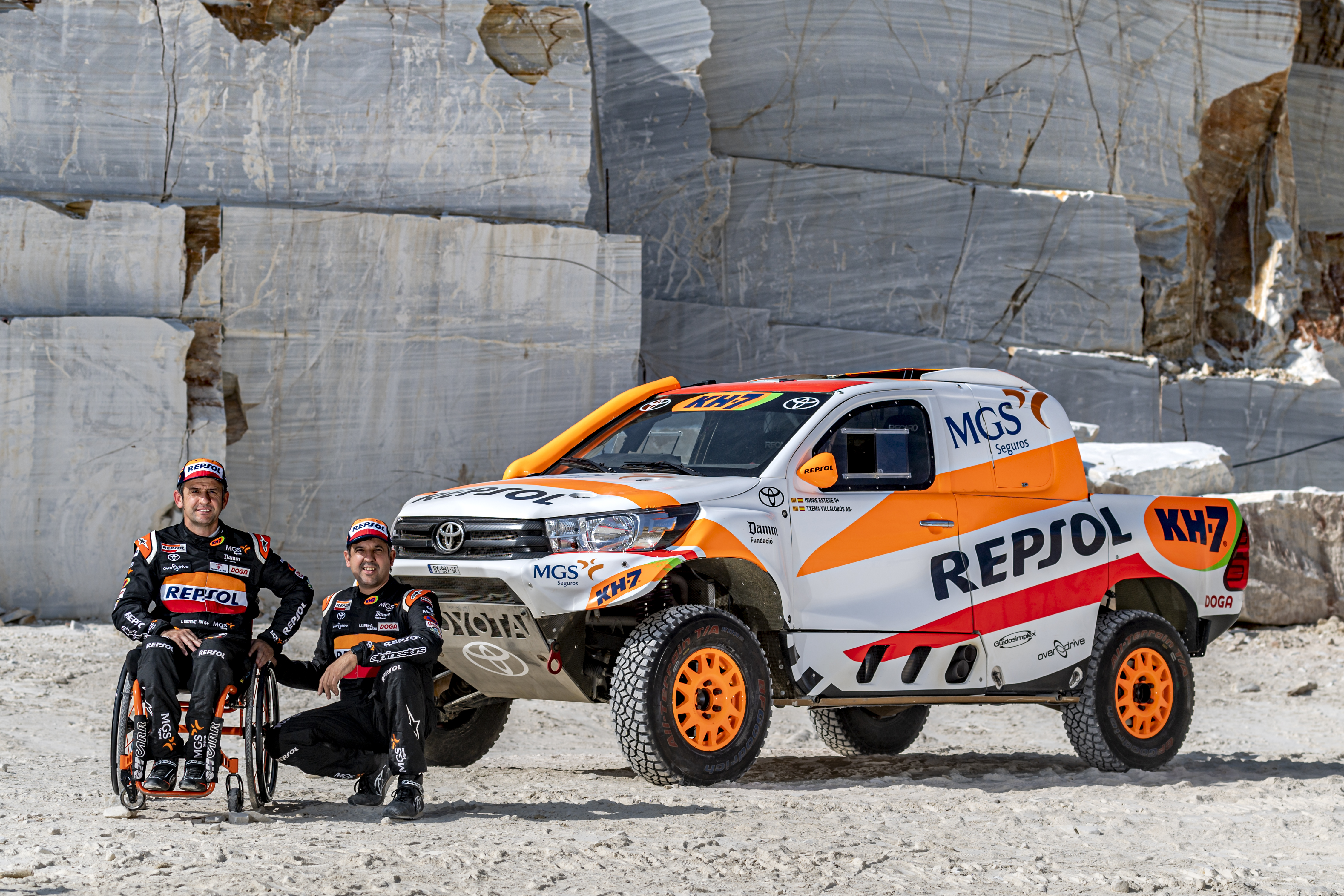
Isidre Esteve et Txema Villalobos devant leur Toyota Hi-Lux fin 2020.

- Catégorie Moto
  - 1998 : Abandon
  - 1999 : 11e
  - 2000 : 12e
  - 2001 : 4e
  - 2002 : 5e
  - 2003 : Abandon
  - 2004 : 23e
  - 2005 : 4e
  - 2006 : Abandon
  - 2007 : 30e

- Catégorie Auto
  - 2009 : 71e
  - 2017 : 34e
  - 2018 : 21e
  - 2019 : 21e
  - 2020 : Abandon
  - 2021 : 28e
  - 2022 : 27e
  - 2023 : 34e

### Sources
- (ca) Cet article est partiellement ou en totalité issu de l’article de Wikipédia en catalan intitulé « Isidre Esteve i Pujol » (voir la liste des auteurs).